# ABU TV Song Festival 2013
Het ABU TV Song Festival 2013 was de tweede editie van het ABU TV Song Festival dat een jaar eerder voor het eerst werd gehouden. Het ABU Festival is afgeleid van het Eurovisiesongfestival. Bij deze versie mogen alleen de landen binnen Azië en Oceanië deelnemen.
De tweede editie vond plaats in de Opera van Hanoi in Hanoi (Vietnam).

## Deelnemende landen
| Volgorde | Land        | Taal               | Artiest          | Lied                   |
| -------- | ----------- | ------------------ | ---------------- | ---------------------- |
| 1        | Thailand    | Thai               | Kandy            | Aeb saeb               |
| 2        | Brunei      | Maleis             | Qeez Idrus       | Salahkah aku           |
| 3        | Hongkong    | Mandarijn          | Mag Lam          | Shi jian               |
| 4        | Indonesië   | Indonesisch        | Putri & Shella   | Mimpiku                |
| 5        | Vietnam     | Vietnamees         | Văn Mai Hương    | Là em đó               |
| 6        | Australië   | Engels             | Justice Crew     | Boom boom en Everybody |
| 7        | Maleisië    | Maleis             | Alyah            | Kisah hati             |
| 8        | Iran        | Perzisch           | Mohsen Mirzadeh  | Arman                  |
| 9        | Kirgizië    | Kirgizisch         | Tola Tursunaliev | Enekeme                |
| 10       | Japan       | Japans             | May'n            | ViViD                  |
| 11       | Sri Lanka   | Engels             | Sarith & Surith  | Together, forever      |
| 12       | Singapore   | Tamil en Engels    | Shabir           | Maybe                  |
| 13       | Afghanistan | Dari               | Shahzad Adeel    | Ma ba tu'em            |
| 14       | China       | Mandarijn          | Splendid7        | Ài ràng wǒmen zài yīqǐ |
| 15       | Zuid-Korea  | Koreaans en Engels | Sistar           | Give it to me          |
| 16       | Vietnam     | Vietnamees         | Ngũ Cung         | Cao nguyên đá          |

## Wijzigingen

Deelnemende landen

Vijftien landen namen deel aan deze editie, waarmee het record van elf landen werd verbroken. Alle deelnemers waren dezelfde als vorig jaar, plus de debuterende landen: Brunei, Iran, Kirgizië en Thailand.

### Debuterende landen
- Brunei
- Iran
- Kirgizië
- Thailand